# Mir-Antares
Antares war die Bezeichnung für eine französisch-russische Forschungsmission, während der sich der französische Raumfahrer Michel Tognini zwei Wochen lang an Bord der russischen Raumstation Mir befand.

## Vorbereitung
Grundlage für diese Mission war ein Vertrag vom 22. Dezember 1989 zwischen der französischen Raumfahrtbehörde CNES, ihrem sowjetischen Gegenüber RKA und der Konstruktionsfirma RKK Energija. Nach den beiden Raumflügen von Jean-Loup Chrétien in den Jahren 1982 und 1988 sollte zum dritten Mal ein Franzose einen Kurzaufenthalt an Bord einer sowjetischen Raumstation durchführen.
Das Projekt wurde nach Antares, dem Hauptstern des Skorpion benannt.
Als Besatzung wurde Michel Tognini ausgewählt, sein Ersatzmann war Jean-Pierre Haigneré. Ab dem 5. Januar 1991 bereiteten sich die beiden im Juri-Gagarin-Kosmonautentrainingszentrum bei Moskau auf ihren Einsatz vor.

## Wissenschaftliches Programm
An Bord der Mir wurden zehn Experimente durchgeführt. Teilweise waren sie darauf angelegt, bei zukünftigen Missionen fortgeführt zu werden.

### Biowissenschaft
- ORTHOSTATISME: Dieses Experiment untersuchte die Veränderungen in Blut, Speichel und Urin während und nach einem Raumflug.
- VIMINAL: Die Untersuchungen der Wahrnehmung und der Bewegung in der Schwerelosigkeit, die bei Aragatz begonnen wurden, wurden weitergeführt.
- ILLUSIONS: Hierbei wurde die Anpassung der Sinnesorgane an die Weltraumbedingungen untersucht.
- NAUSICAA: Bei diesem Experiment wurde die Zusammensetzung der kosmischen Strahlung in den verschiedenen Modulen der Raumstation gemessen.
- BIODOSE: Dieses Experiment untersuchte die biologischen Auswirkungen der kosmischen Strahlung auf die Raumfahrer.
- IMMUNOLOGIE: Dieses Experiment untersuchte die Immunität während eines Raumflugs, basierend auf Blutproben vor und nach dem Flug.

### Materialwissenschaft
- ALICE (Analyse des Liquides Critiques dans l’Espace – Analyse von kritischen Flüssigkeiten im Weltraum): Hydrodynamische und thermische Untersuchungen von Flüssigkeiten in der Nähe des kritischen Punkts.
- SUPRACONDUCTEUR: Untersuchung von Hochtemperatursupraleitern in der Schwerelosigkeit.

### Technologie
- EXEQ: Bei diesem Experiment wurde untersucht, welchen Einfluss eine Strahlung von schweren Ionen auf VLSI-Bauelemente (Mikroprozessoren, SRAM-Speicher und EEPROMs) hat. Die Untersuchungen wurden bis zur Mission Altair durchgeführt.
- MICROACCELEROMETRE: Dieses Gerät ermittelte die Verteilung der Mikrogravitation innerhalb der Raumstation sowie die Auswirkungen verschiedener Systeme auf die Schwerkraft sehr präzise.

## Missionsverlauf
Als der Raumflug am 27. Juli 1992 begann, war die Sowjetunion inzwischen zerfallen und das Kosmodrom Baikonur lag im inzwischen unabhängigen Kasachstan.
An Bord des Raumschiffes Sojus TM-15 befand sich neben Tognini noch die neue Besatzung der Mir: Kommandant Anatoli Solowjow und Bordingenieur Sergei Awdejew. Nach zwei Tagen Flug koppelten die drei Kosmonauten am vorderen Kopplungsstutzen der Raumstation Mir an, wo sie von der bisherigen Besatzung Alexander Wiktorenko und Alexander Kaleri begrüßt wurden.
Während der nächsten zwölf Tage wurde das wissenschaftliche Programm durchgeführt. 300 kg Ausrüstung waren dafür zuvor mit Progress-Frachtern zu Mir gebracht worden.
Tognini kehrte zusammen mit Wiktorenko und Kaleri an Bord des Raumschiffes Sojus TM-14 zur Erde zurück. Die Landung erfolgte sechs Kilometer vom berechneten Punkt entfernt, aber die Landekapsel kam kopfüber zu liegen, so dass sie erst von der Bergungsmannschaft gedreht werden musste, bevor die drei Kosmonauten aussteigen konnten.